# Conus frigidus
Conus frigidus е вид охлюв от семейство Conidae. Видът не е застрашен от изчезване.

## Разпространение и местообитание
Разпространен е в Австралия (Куинсланд и Северна територия), Американска Самоа, Вануату, Виетнам, Гуам, Източен Тимор, Индонезия, Камбоджа, Кирибати, Китай (Гуандун, Гуанси, Фудзиен и Хайнан), Кокосови острови, Малайзия, Малки далечни острови на САЩ (Остров Бейкър, Уейк и Хауленд), Маршалови острови, Микронезия, Науру, Ниуе, Нова Каледония, Остров Рождество, Острови Кук, Палау, Папуа Нова Гвинея, Провинции в КНР, Самоа, Северни Мариански острови, Сингапур, Соломонови острови, Тайван, Тайланд, Токелау, Тонга, Тувалу, Уолис и Футуна, Фиджи, Филипини и Френска Полинезия.
Обитава пясъчните и скалисти дъна на морета и рифове. Среща се на дълбочина от 2 до 9 m, при температура на водата от 24,7 до 28,5 °C и соленост 34,4 – 35,4 ‰.